# Brackett (månekrater)
Brackett er et lille nedslagskrater på Månen. Det befinder sig på Månens forside nær den sydøstlige rand af Mare Serenitatis, og det er opkaldt efter den amerikanske fysiker Frederick Sumner Brackett (1896 – 1988).
Navnet blev officielt tildelt af den Internationale Astronomiske Union (IAU) i 1973. 

## Omgivelser
Bracketts sydlige rand er næsten i kontakt med rillesystemet Rimae Plinius.

## Karakteristika
Krater er blevet dækket af lavastrømme, som kun har efterladt et ringformet spor i det omgivende månehav. Krateret kan bedst observeres under skrå belysning, da det ellers er vanskeligt at lokalisere.

## Måneatlas
- Billeder af Brackettkrateret i LPI-måneatlasset